# Patecatl
En la mitologia asteca, Patecatl és un déu de la curació i la fertilitat i el descobridor del peiot així com el "senyor de l'arrel del pulque". Amb Mayahuel, va ser el pare del Centzon Totochtin.
En el calendari asteca, Patecatl és el senyor dels tretze dies des de l'1 Mico fins al 13 Casa. Els tretze dies anteriors són governats per Mictlantecuhtli i els tretze següents per Itztlacoliuhqui.